# 北海道道943号北見環状線
北海道道943号北見環状線（ほっかいどうどう943ごう きたみかんじょうせん）は、北海道北見市内を結ぶ一般道道（北海道道）である。

## 概要
全区間（未開通区間を除く）、片側1車線または、2車線の舗装路で、路肩・歩道ともに広く作られている。歩道は、ほとんどの区間で両側に作られている。線型は非常によく、とても走りやすい道路である。高栄西町10丁目・桂町4丁目・双葉町1丁目・若葉1丁目交差点 - 若葉3丁目・緑町3丁目・緑町5丁目・大正交差点間は、通称・夕陽ヶ丘通の一部となっており、中央分離帯つきの片側2車線で特に交通量の多い区間である。

### 路線データ
- 起点：北海道北見市公園町（国道39号交点）
- 終点：北海道北見市公園町（国道39号交点）
- 路線延長：20.3 km

## 歴史
- 1978年（昭和53年）5月6日 - 路線認定[1]。
- 1987年（昭和62年）3月31日 起点を変更・終点を延長し、反時計回りに環状するルートとなる[2]。

## 路線状況

### 重複区間
- 北見市豊地（北海道道261号置戸福野北見線）

### 未開通区間
- 北見市光葉町（北海道道261号置戸福野北見線交点） - 北見市川東（信善光寺付近）
- 北見市川東（北海道道122号北見端野美幌線・北海道道217号北見美幌線・北海道道556号緋牛内北見線交点） - 北見市春光町（北見市道南大通交点）

### 道路施設
主な橋梁
- 豊地大橋（無加川＝常呂川支流）＝北見市中央三輪 - 北見市豊地

## 地理

### 通過する自治体
- オホーツク総合振興局
  - 北見市

### 交差する道路
北見市
- 国道39号 - 公園町（起点）
- 北海道道7号北見常呂線 - 緑ヶ丘2丁目・美山町
- 国道39号 - 中央三輪9丁目・西三輪2丁目
- 北海道道261号置戸福野北見線 - 豊地（重複）
- 北海道道27号北見津別線 - 錦町・末広町
- 北海道道261号置戸福野北見線 - 花園町
- 北海道道122号北見端野美幌線 - 川東
- 北海道道217号北見美幌線 - 川東
- 北海道道556号緋牛内北見線 - 川東
- 国道39号 - 柏陽町（終点）

### 沿線にある施設など
北見市
- 北見工業大学 - 公園町165
- 北見市立美山小学校 - 美山町36-8
- 緑ヶ丘霊園 - 緑ヶ丘4丁目
- 北見市立高栄中学校 - 高栄西町10丁目12-1
- 北見信用金庫若葉支店 - 若葉1丁目1-3
- 市立中央図書館緑地区分館 - 双葉町1丁目2-2
- JR北海道 石北本線 西北見駅 - 緑町6丁目
- 北海道開発局網走開発建設部北見道路事務所 - 西三輪5丁目9-1
- 北見工業団地 - 豊地
- 野付牛自動車学校 - 末広町163-75
- 北海道ちほく高原鉄道ふるさと銀河線跡 - 光葉町付近
- 北見ヶ丘展望台 - 川東
- 北見ヶ丘霊園 - 川東・若松
- 北見市立小泉中学校 - 田端町32-26
- 遠軽信用金庫東支店 - 公園町113-26